# 石堂金也
石堂 金也（いしどう きんや、1953年7月4日 - ）は、日本の実業家。元不二サッシ株式会社代表取締役、元株式会社あさひ銀行（現･株式会社埼玉りそな銀行）川口駅西口支店長。

## 人物・経歴
1953年宮城県生まれ。1976年3月千葉商科大学商経学部卒業。同年4月株式会社埼玉銀行（現･株式会社埼玉りそな銀行）入行。1993年4月株式会社あさひ銀行（現･株式会社埼玉りそな銀行）検査部検査役、1998年1月同行川口駅西口支店長。2000年3月不二サッシ株式会社経営企画室部長、2003年6月経営企画室長、2004年6月執行役員、経営企画室長、管理本部与信管理部長、2006年6月取締役、2007年3月取締役執行役員、人事部長、経営企画室担当、2010年6月取締役執行役員、総務部長兼人事部長、経営企画室担当、2010年11月取締役執行役員、経営企画室・管理本部経営管理部担当、2011年6月常務執行役員、経営企画室・管理本部経営管理部担当、2013年12月取締役常務執行役員、管理本部長、経営企画室担当、2017年4月代表取締役兼専務執行役員、経営企画室担当、2021年6月代表取締役 専務執行役員、経営企画室担当退任 。